# Canadá en la clasificación de Concacaf para la Copa Mundial de Fútbol de 2022
La selección de fútbol de Canadá fue uno de los 34 equipos nacionales que participaron en la clasificación de Concacaf para la Copa Mundial de Fútbol, en la que se definieron los representantes de Concacaf para la Copa Mundial de Fútbol de 2022 que se desarrolló en Catar.

## Sistema de juego
El 27 de julio de 2020, Concacaf anunció un nuevo formato de clasificación para la Copa Mundial de Fútbol de 2022.
Para la primera ronda, los equipos de Concacaf clasificados entre el sexto y trigésimo quinto puesto según la clasificación de la FIFA de julio de 2020 se agrupan en seis grupos de cinco, los campeones de grupo clasifican para la segunda ronda.
Para la segunda ronda, los seis ganadores de cada grupo de la primera ronda jugarán una eliminatoria a doble partido. Los tres ganadores avanzarán a la ronda final.
Para la ronda final, los tres ganadores de la segunda ronda se unirán a los cinco mejores equipos de Concacaf según la clasificación de la FIFA de julio de 2020 y jugarán un octagonal final por sistema de liga. Los tres mejores equipos se clasifican para la Copa del Mundo, y el cuarto clasificado avanza a la repesca internacional.
Si dos o más equipos terminan sus partidos empatados a puntos, se aplican los siguientes criterios de desempate (de acuerdo con los artículos 20,4 y 20,6 del reglamento de la competición preliminar de la Copa Mundial de la FIFA 2022):
- Mayor diferencia de goles en todos los partidos de grupo.
- Mayor cantidad de goles marcados en todos los partidos de grupo.
- Mayor cantidad de puntos obtenidos en los partidos entre los equipos en cuestión.
- Mayor diferencia de goles en los partidos entre los equipos en cuestión.
- Mayor cantidad de goles marcados en los partidos entre los equipos en cuestión.
- Mayor cantidad de goles marcados en condición de visitante (si el empate es solo entre dos equipos).
- Bajo la aprobación de la Comisión Organizadora de la FIFA, un partido de desempate en un campo neutral con un tiempo extra de dos periodos de 15 minutos y tiros desde el punto penal si fuese necesario.

## Primera ronda
Canadá jugó en el Grupo B junto con Surinam, Bermudas, Aruba, e Islas Caimán; en un formato todos contra todos a una sola vuelta.

### Tabla de posiciones
| Pos. | Equipo       | Pts. | PJ | G | E | P | GF | GC | Dif. | Clasificación |
| ---- | ------------ | ---- | -- | - | - | - | -- | -- | ---- | ------------- |
| 1    | Canadá       | 12   | 4  | 4 | 0 | 0 | 27 | 1  | +26  | Segunda ronda |
| 2    | Surinam      | 9    | 4  | 3 | 0 | 1 | 15 | 4  | +11  |               |
| 3    | Bermudas     | 4    | 4  | 1 | 1 | 2 | 7  | 12 | −5   |               |
| 4    | Aruba        | 3    | 4  | 1 | 0 | 3 | 3  | 19 | −16  |               |
| 5    | Islas Caimán | 1    | 4  | 0 | 1 | 3 | 2  | 18 | −16  |               |

 Fuente: FIFA
Criterios de clasificación: criterios FIFA de desempate.

### Partidos
| 25 de marzo de 2021 | Canadá                                            | 5:1 (2:0) | Bermudas       | Exploria Stadium, Orlando, Estados Unidos |                               |
| 20:00 (UTC-4)       | - Larin 19', 27', 69' - Laryea 53' - Corbeanu 81' | Reporte   | - Crichlow 63' | Árbitro(s): Armando Villareal             | Árbitro(s): Armando Villareal |

| 29 de marzo de 2021 | Islas Caimán | 0:11 (0:6) | Canadá | IMG Academy, Bradenton, Estados Unidos |                       |
| 18:00 (UTC-4)       |              | Reporte    | - Sturing 6' - Larin 14' - Whotherspoon 25' - Davies 28' (pen.) - Kaye 33', 63' (pen.) - Johnston 43' - Cavallini 68', 74', 76' | Árbitro(s): Ted Unkel                  | Árbitro(s): Ted Unkel |

| 5 de junio de 2021 | Aruba | 0:7 (0:3) | Canadá                                                                                                 | IMG Academy, Bradenton, Estados Unidos |                         |
| 20:00 (UTC-4)      |       | Reporte   | - Cavallini 17', 45+1' - Hoilett 20' (pen.) - Brault-Guillard 49' - Davies 78' - Larin 87' - David 89' | Árbitro(s): Marco Ortíz                | Árbitro(s): Marco Ortíz |

| 8 de junio de 2021 | Canadá                                    | 4:0 (1:0) | Surinam | SeatGeek Stadium, Bridgeview, Estados Unidos |                          |
| 20:05 (UTC-5)      | - Davies 37' - David 59', 73', 77' (pen.) | Reporte   |         | Árbitro(s): Nima Saghafi                     | Árbitro(s): Nima Saghafi |

## Segunda ronda
Se jugó un play-off eliminatorio a ida y vuelta contra Haití.
| Ida; 12 de junio de 2021 | Haití | 0:1 (0:1) | Canadá    | Estadio Sylvio Cator, Puerto Príncipe             |                                                   |
| 17:00 (UTC-4)            |       | Reporte   | Larin 14' | Asistencia: 0 espectadores Árbitro(s): John Pittí | Asistencia: 0 espectadores Árbitro(s): John Pittí |

| Vuelta; 15 de junio de 2021 | Canadá                                        | 3:0 (0:0) (Global 4:0) | Haití | SeatGeek Stadium, Bridgeview, Estados Unidos |                            |
| 20:00 (UTC-5)               | Duverger 46' (a.g.) · Larin 74' · Hoilett 89' | Reporte                |       | Árbitro(s): Rubiel Vázquez                   | Árbitro(s): Rubiel Vázquez |

## Tercera ronda
Canadá enfrentó en formato todos contra todos a ida y vuelta a las selecciones de México, Estados Unidos, Costa Rica, Panamá, Honduras, Jamaica y El Salvador.

### Tabla de posiciones
| Pos. | Equipo         | Pts. | PJ | G | E | P | GF | GC | Dif. | Clasificación     |
| ---- | -------------- | ---- | -- | - | - | - | -- | -- | ---- | ----------------- |
| 1    | Canadá         | 28   | 14 | 8 | 4 | 2 | 23 | 7  | +16  | Copa Mundial 2022 |
| 2    | México         | 28   | 14 | 8 | 4 | 2 | 17 | 8  | +9   | Copa Mundial 2022 |
| 3    | Estados Unidos | 25   | 14 | 7 | 4 | 3 | 21 | 10 | +11  | Copa Mundial 2022 |
| 4    | Costa Rica     | 25   | 14 | 7 | 4 | 3 | 13 | 8  | +5   | Repesca           |
| 5    | Panamá         | 21   | 14 | 6 | 3 | 5 | 17 | 19 | −2   |                   |

 Fuente: FIFA
Criterios de clasificación: criterios FIFA de desempate.

### Primera vuelta
| 2 de septiembre de 2021 | Canadá    | 1:1 (0:1)                     | Honduras            | BMO Field, Toronto                                            |                                                               |
| 20:05 (UTC-4)           | Larin 65' | FIFA Reporte Concacaf Reporte | A. López 39' (pen.) | Asistencia: 14 822 espectadores Árbitro(s): Fernando Guerrero | Asistencia: 14 822 espectadores Árbitro(s): Fernando Guerrero |

| 5 de septiembre de 2021 | Estados Unidos | 1:1 (0:0)                     | Canadá    | Nissan Stadium, Nashville                                 |                                                           |
| 19:00 (UTC-5)           | Aaronson 55'   | FIFA Reporte Concacaf Reporte | Larin 62' | Asistencia: 43 028 espectadores Árbitro(s): Oshane Nation | Asistencia: 43 028 espectadores Árbitro(s): Oshane Nation |

| 8 de septiembre de 2021 | Canadá                                   | 3:0 (2:0)                     | El Salvador | BMO Field, Toronto                                          |                                                             |
| 19:30 (UTC-4)           | Hutchinson 6' · David 11' · Buchanan 59' | FIFA Reporte Concacaf Reporte |             | Asistencia: 15 000 espectadores Árbitro(s): Ricardo Montero | Asistencia: 15 000 espectadores Árbitro(s): Ricardo Montero |

| 7 de octubre de 2021 | México      | 1:1 (1:1)                     | Canadá     | Estadio Azteca, Ciudad de México                           |                                                            |
| 20:40 (UTC-5)        | Sánchez 21' | FIFA Reporte Concacaf Reporte | Osorio 42' | Asistencia: 61 200 espectadores Árbitro(s): Ismael Cornejo | Asistencia: 61 200 espectadores Árbitro(s): Ismael Cornejo |

| 10 de octubre de 2021 | Jamaica | 0:0                           | Canadá | Independence Park, Kingston                           |                                                       |
| 17:00 (UTC-5)         |         | FIFA Reporte Concacaf Reporte |        | Asistencia: 0 espectadores Árbitro(s): Keylor Herrera | Asistencia: 0 espectadores Árbitro(s): Keylor Herrera |

| 13 de octubre de 2021 | Canadá                                                     | 4:1 (1:1)                     | Panamá       | BMO Field, Toronto                                             |                                                                |
| 19:30 (UTC-4)         | Murillo 29' (a.g.) · Davies 66' · Buchanan 71' · David 78' | FIFA Reporte Concacaf Reporte | Blackburn 5' | Asistencia: 26 622 espectadores Árbitro(s): Armando Villarreal | Asistencia: 26 622 espectadores Árbitro(s): Armando Villarreal |

| 12 de noviembre de 2021 | Canadá    | 1:0 (0:0)                     | Costa Rica | Estadio Mancomunidad, Edmonton                            |                                                           |
| 19:05 (UTC-7)           | David 57' | FIFA Reporte Concacaf Reporte |            | Asistencia: 48 806 espectadores Árbitro(s): Ismail Elfath | Asistencia: 48 806 espectadores Árbitro(s): Ismail Elfath |

### Segunda vuelta
| 16 de noviembre de 2021 | Canadá           | 2:1 (1:0)                     | México      | Estadio Mancomunidad, Edmonton                            |                                                           |
| 19:05 (UTC-7)           | Larin 45+2', 52' | FIFA Reporte Concacaf Reporte | Herrera 90' | Asistencia: 44 212 espectadores Árbitro(s): Mario Escobar | Asistencia: 44 212 espectadores Árbitro(s): Mario Escobar |

| 27 de enero de 2022 | Honduras | 0:2 (0:1)                     | Canadá                           | Estadio Olímpico Metropolitano, San Pedro Sula               |                                                              |
| 19:05 (UTC-6)       |          | FIFA Reporte Concacaf Reporte | Maldonado 11' (a.g.) · David 73' | Asistencia: 10 000 espectadores Árbitro(s): Daneon Parchment | Asistencia: 10 000 espectadores Árbitro(s): Daneon Parchment |

| 30 de enero de 2022 | Canadá                    | 2:0 (1:0)                     | Estados Unidos | Tim Hortons Field, Hamilton                                                     |                                                                                 |
| 15:05 (UTC-5)       | Larin 7' · Adekugbe 90+5' | FIFA Reporte Concacaf Reporte |                | Asistencia: 12 000 espectadores Árbitro(s): César Ramos VAR: Fernando Hernández | Asistencia: 12 000 espectadores Árbitro(s): César Ramos VAR: Fernando Hernández |

| 2 de febrero de 2022 | El Salvador | 0:2 (0:0)                     | Canadá                       | Estadio Cuscatlán, San Salvador                              |                                                              |
| 20:00 (UTC-6)        |             | FIFA Reporte Concacaf Reporte | Hutchinson 66' · David 90+4' | Asistencia: 9000 espectadores Árbitro(s): Armando Villarreal | Asistencia: 9000 espectadores Árbitro(s): Armando Villarreal |

| 24 de marzo de 2022 | Costa Rica   | 1:0 (1:0)                     | Canadá | Estadio Nacional, San José |                           |
| 20:05 (UTC-6)       | Borges 45+2' | FIFA Reporte Concacaf Reporte |        | Árbitro(s): Said Martínez  | Árbitro(s): Said Martínez |

| 27 de marzo de 2022 | Canadá                                                       | 4:0 (2:0)                     | Jamaica | BMO Field, Toronto            |                               |
| 15:05 (UTC-5)       | Larin 13' · Buchanan 44' · Hoilett 83' · Mariappa 88' (a.g.) | FIFA Reporte CONCACAF Reporte |         | Árbitro(s): Fernando Guerrero | Árbitro(s): Fernando Guerrero |

| 30 de marzo de 2022 | Panamá     | 1:0 (0:0)                     | Canadá | Estadio Rommel Fernández, Ciudad de Panamá |                          |
| 20:05 (UTC-5)       | Torres 49' | FIFA Reporte Concacaf Reporte |        | Árbitro(s): Jair Marrufo                   | Árbitro(s): Jair Marrufo |

## Copa Oro 2021
Tras concluir la segunda ronda clasificatoria al Mundial Catar 2022, el equipo nacional canadiense disputó la Copa Oro de la Concacaf en Estados Unidos. Estuvo en el Grupo B donde finalizó en el segundo lugar avanzando a la segunda fase, ahí enfrentó a Costa Rica ganando por 2-0 y pasando a semifinales, en esa instancia cayó 2-1 ante México y fue eliminado del torneo. Posteriormente retomó su participación en las eliminatorias con el arranque del octogonal final.
- Los horarios corresponden al huso horario EDT (UTC-4).

### Grupo B
| Selección      | Pts | PJ | PG | PE | PP | GF | GC | Dif |
| -------------- | --- | -- | -- | -- | -- | -- | -- | --- |
| Estados Unidos | 9   | 3  | 3  | 0  | 0  | 8  | 1  | +7  |
| Canadá         | 6   | 3  | 2  | 0  | 1  | 8  | 3  | +5  |
| Haití          | 3   | 3  | 1  | 0  | 2  | 3  | 6  | −3  |
| Martinica      | 0   | 3  | 0  | 0  | 3  | 3  | 12 | −9  |

| 11 de julio de 2021 | Canadá                                                | 4:1 (3:1) | Martinica   | Children's Mercy Park, Kansas City                      |                                                         |
| 18:30               | Larin 16' · Osorio 20' · Eustáquio 26' · Corbeanu 89' | Reporte   | Rivière 10' | Asistencia: 12 664 espectadores Árbitro(s): Iván Barton | Asistencia: 12 664 espectadores Árbitro(s): Iván Barton |

| 15 de julio de 2021 | Haití       | 1:4 (0:1) | Canadá                                                    | Children's Mercy Park, Kansas City                              |                                                                 |
| 19:30               | Lambese 56' | Reporte   | Eustáquio 5' · Larin 51', 74' (pen.) · Hoilett 79' (pen.) | Asistencia: 7511 espectadores Árbitro(s): Juan Gabriel Calderón | Asistencia: 7511 espectadores Árbitro(s): Juan Gabriel Calderón |

| 18 de julio de 2021 | Estados Unidos | 1:0 (1:0) | Canadá | Children's Mercy Park, Kansas City                          |                                                             |
| 17:00               | S. Moore 1'    | Reporte   |        | Asistencia: 18 467 espectadores Árbitro(s): Adonai Escobedo | Asistencia: 18 467 espectadores Árbitro(s): Adonai Escobedo |

### Cuartos de final
| 25 de julio de 2021 | Costa Rica | 0:2 (0:1) | Canadá                      | AT&T Stadium, Arlington                                                      |                                                                              |
| 19:00               |            | Reporte   | Hoilett 18' · Eustáquio 69' | Asistencia: 41 318 espectadores Árbitro(s): Jair Marrufo VAR: Bakary Gassama | Asistencia: 41 318 espectadores Árbitro(s): Jair Marrufo VAR: Bakary Gassama |

### Semifinales
| 29 de julio de 2021 | México                              | 2:1 (1:0) | Canadá       | Estadio NRG, Houston                                                            |                                                                                 |
| 22:00               | Pineda 45+2' (pen.) · Herrera 90+8' | Reporte   | Buchanan 57' | Asistencia: 70 304 espectadores Árbitro(s): Daneon Parchment VAR: Allen Chapman | Asistencia: 70 304 espectadores Árbitro(s): Daneon Parchment VAR: Allen Chapman |

## Jugadores
| Nac.                                                         | Nombre                  | Posición      | Edad    | Club                      |
| ------------------------------------------------------------ | ----------------------- | ------------- | ------- | ------------------------- |
| Perú · Bandera de Croacia · Bandera de Yugoslavia            | Milan Borjan            | Portero       | 33 años | Estrella Roja de Belgrado |
| Bandera de Toronto                                           | Dayne St. Clair         | Portero       | 24 años | San Antonio FC            |
|                                                              | Maxime Crépeau          | Portero       | 27 años | Vancouver Whitecaps       |
| Perú                                                         | Jayson Leutwiler        | Portero       | 32 años | Oldham Athletic A. F. C.  |
|                                                              | James Pantemis          | Portero       | 24 años | C. F. Montréal            |
| Bandera de Gran Londres · Bandera de Inglaterra              | Sam Adekugbe            | Defensa       | 26 años | Hatayspor                 |
| Bandera de Toronto                                           | Steven Vitória          | Defensa       | 34 años | Moreirense F. C.          |
| Bandera de Toronto                                           | Kamal Miller            | Defensa       | 24 años | Orlando City              |
| Bandera de Toronto                                           | Richie Laryea           | Defensa       | 26 años | Toronto FC                |
| Bandera de Columbia Británica                                | Alistair Johnston       | Defensa       | 22 años | Nashville SC              |
| Bandera de Ontario                                           | Ricardo Ferreira        | Defensa       | 28 años | S. C. Farense             |
| Perú · Bandera de los Países Bajos                           | Frank Sturing           | Defensa       | 24 años | FC Den Bosch              |
|                                                              | Cristián Gutiérrez      | Defensa       | 24 años | Vancouver Whitecaps       |
| Bandera de Columbia Británica                                | Waterman                | Defensa       | 25 años | CF Montréal               |
| Bandera de Alberta                                           | Scott Kennedy           | Defensa       | 24 años | SSV Jahn Ratisbona        |
| Bandera de Ontario                                           | Doneil Henry            | Defensa       | 28 años | Suwon Samsung Bluewings   |
| Bandera de Haití                                             | Zachary Brault-Guillard | Defensa       | 22 años | C. F. Montréal            |
| Bandera de Escocia                                           | David Wotherspoon       | Mediocampista | 31 años | St Johnstone              |
| Bandera de Ontario                                           | Stephen Eustáquio       | Mediocampista | 24 años | F. C. Paços de Ferreira   |
|                                                              | Samuel Piette           | Mediocampista | 26 años | C. F. Montréal            |
| Perú · Bandera de Ghana                                      | Alphonso Davies         | Mediocampista | 20 años | Bayern de Múnich          |
| Bandera de Ontario                                           | Atiba Hutchinson        | Mediocampista | 38 años | Beşiktaş J. K.            |
| Bandera de Toronto                                           | Mark-Anthony Kaye       | Mediocampista | 26 años | Colorado Rapids           |
| Bandera de Ontario                                           | Tyler Pasher            | Mediocampista | 27 años | Houston Dynamo            |
| Bandera de Ontario                                           | Harry Paton             | Mediocampista | 23 años | Ross County               |
| Bandera de Toronto                                           | Liam Fraser             | Mediocampista | 23 años | Columbus Crew             |
| Bandera de Ontario                                           | Cyle Larin              | Delantero     | 26 años | Beşiktaş J. K.            |
| Bandera de Ontario                                           | Junior Hoilett          | Delantero     | 31 años | Reading F.C.              |
| Bandera de Ontario                                           | Theodor Corbeanu        | Delantero     | 19 años | Sheffield Wednesday       |
| Bandera de Toronto                                           | Lucas Cavallini         | Delantero     | 28 años | Vancouver Whitecaps       |
| Bandera de Toronto                                           | Liam Millar             | Delantero     | 21 años | F. C. Basilea             |
| Bandera de Toronto                                           | Jayden Nelson           | Delantero     | 18 años | Toronto FC II             |
| Bandera de Ontario                                           | Jonathan Osorio         | Delantero     | 29 años | Toronto FC                |
| Bandera del Estado de Nueva York · Bandera de Estados Unidos | Jonathan David          | Delantero     | 21 años | Lille O. S. C.            |
| Bandera de Ontario                                           | Tajon Buchanan          | Delantero     | 22 años | New England Revolution    |
|                                                              |                         |               |         |                           |